# The Corrs
The Corrs ist eine irische Popmusik-Gruppe. Die Gruppe besteht aus vier Geschwistern aus Dundalk. In ihrer Musik vereinen sie Pop-, Softrock- und Folkelemente.

## Bandgeschichte
Die Corr-Geschwister wuchsen in Dundalk, einer irischen Kleinstadt im County Louth nahe der nordirischen Grenze an der Ostküste Irlands, auf. Sie stammen aus einer musikalischen Familie.
Der nationale Durchbruch kam für die Corrs im Jahre 1995, nachdem sie ihr erstes Album mit dem Titel Forgiven, Not Forgotten veröffentlicht hatten. Auch ihr im Herbst 1997 veröffentlichtes zweites Album Talk on Corners verkaufte sich gut. Den Durchbruch in Großbritannien und im restlichen Europa erreichten sie mit einer Remix-Version des Albums sowie der Coverversion von Fleetwood Macs Dreams. Die CD war das erfolgreichste Album des Jahres 1998 in Großbritannien. Die Corrs waren die erste irische Band, die einen solchen Erfolg in Großbritannien erzielen konnte.
Im Sommer 2000 veröffentlichten sie ihr drittes Studioalbum In Blue, mit dem sie in den USA den Durchbruch erreichten, und spielten ein MTV-Unplugged-Konzert. Im Herbst 2001 später erschien ein Best-of-Album.
Mitte 2004 veröffentlichten die Geschwister Borrowed Heaven, ein Album, das vom Tod ihrer Mutter geprägt war. Sie starb im Alter von 57 Jahren an einer seltenen Lungenkrankheit.
The Corrs waren als prominente Gäste bei Stefan Raabs TV total im Jahr 2004 eingeladen. Sie waren Teil einer Sendung, in der auch die Blue Man Group auftrat. 
Im September 2005 erschien das Album Home, das hauptsächlich irische Lieder enthält, darunter auch einige Coverversionen von Traditionals und aktuelleren Titeln. Zudem erschien im Oktober 2005 die Doppel-DVD All the Way Home / A History of the Corrs, auf der sich neben einer Konzertaufzeichnung auch eine ausführliche Dokumentation zum Werdegang der Corrs befindet.
Zwischen den Jahren 2007 und 2013 erschienen Soloveröffentlichungen von Andrea und Sharon Corr.

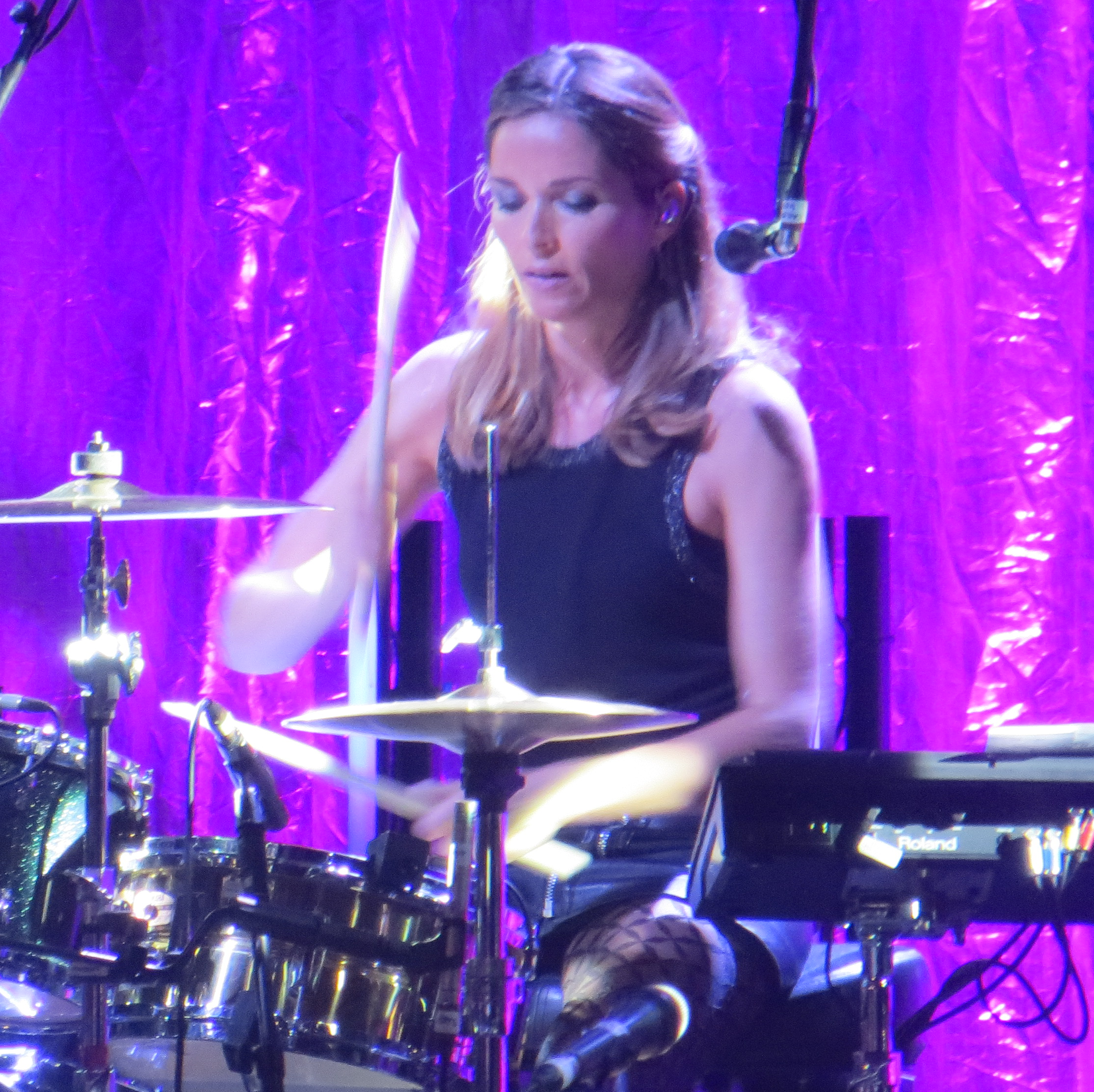
Die Schlagzeugerin Caroline Corr bei einem Konzert in Wien in der Stadthalle (2016)

Am 11. Juni 2015 berichtete die Irish Times über ein Comeback der Geschwister. Andrea Corr bestätigte dies in einem Radio-Interview mit der BBC. The Corrs traten nach zehnjähriger Bühnen-Abstinenz am 13. September 2015 beim Konzert Live in Hyde Park in London auf. Zudem gab die Gruppe bekannt, an einem neuen Album zu arbeiten. Dieses Album erschien am 27. November 2015 unter dem Titel White Light. Im November 2017 wurde Jupiter Calling, das siebte Studioalbum der Gruppe, veröffentlicht.
Am 21. und 22. Oktober 2023 starteten The Corrs in Manila ihre Tour durch die Philippinen, Australien und Neuseeland.
The Corrs haben im April 2025 ein neues Video zu ihrem Song Ellis Island veröffentlicht, einem Lied, das die Einwanderung würdigen und außerdem feiern soll. Es wurde live für den Teenage Cancer Trust in der Royal Albert Hall, London im März 2025 aufgeführt. Ab Juni 2025 werden The Corrs ihre Europa-Tour durch England, Schweden, Deutschland und Spanien absolvieren.

## Diskografie
Studioalben

| Jahr | Titel Musiklabel                                        | Höchstplatzierung, Gesamtwochen, AuszeichnungChartplatzierungen (Jahr, Titel, Musiklabel, Platzierungen, Wochen, Auszeichnungen, Anmerkungen) | Höchstplatzierung, Gesamtwochen, AuszeichnungChartplatzierungen (Jahr, Titel, Musiklabel, Platzierungen, Wochen, Auszeichnungen, Anmerkungen) | Höchstplatzierung, Gesamtwochen, AuszeichnungChartplatzierungen (Jahr, Titel, Musiklabel, Platzierungen, Wochen, Auszeichnungen, Anmerkungen) | Höchstplatzierung, Gesamtwochen, AuszeichnungChartplatzierungen (Jahr, Titel, Musiklabel, Platzierungen, Wochen, Auszeichnungen, Anmerkungen) | Höchstplatzierung, Gesamtwochen, AuszeichnungChartplatzierungen (Jahr, Titel, Musiklabel, Platzierungen, Wochen, Auszeichnungen, Anmerkungen) | Höchstplatzierung, Gesamtwochen, AuszeichnungChartplatzierungen (Jahr, Titel, Musiklabel, Platzierungen, Wochen, Auszeichnungen, Anmerkungen) | Anmerkungen                                                  |
| Jahr | Titel Musiklabel                                        | DE | AT | CH | UK | US | IE | Anmerkungen                                                  |
| ---- | ------------------------------------------------------- | --- | --- | --- | --- | --- | --- | ------------------------------------------------------------ |
| 1995 | Forgiven, Not Forgotten Atlantic Records / Warner Music | DE86 (7 Wo.)DE | AT10 (11 Wo.)AT | CH37 (16 Wo.)CH | UK2 ×3Dreifachplatin · (140 Wo.)UK | US131 Gold · (4 Wo.)US | IE1 ×1313-fach-Platin · (210 Wo.)IE | Erstveröffentlichung: 26. September 1995 Verkäufe: 3.505.000 |
| 1997 | Talk on Corners Atlantic Records / Warner Music         | DE9 Gold · (41 Wo.)DE | AT9 (15 Wo.)AT | CH15 Gold · (17 Wo.)CH | UK1 ×9Neunfachplatin · (164 Wo.)UK | US72 Gold · (17 Wo.)US | IE1 ×2020-fach-Platin · (154 Wo.)IE | Erstveröffentlichung: 20. Oktober 1997 Verkäufe: 7.150.000   |
| 2000 | In Blue 143 Records / Warner Music                      | DE1 ×3Dreifachgold · (29 Wo.)DE | AT1 Platin · (26 Wo.)AT | CH1 Platin · (33 Wo.)CH | UK1 ×3Dreifachplatin · (47 Wo.)UK | US21 Platin · (44 Wo.)US | IE1 ×6Sechsfachplatin · (44 Wo.)IE | Erstveröffentlichung: 13. Juli 2000 Verkäufe: 4.815.000      |
| 2004 | Borrowed Heaven Atlantic Records / Warner Music         | DE2 Gold · (28 Wo.)DE | AT5 (17 Wo.)AT | CH3 Gold · (19 Wo.)CH | UK2 Gold · (17 Wo.)UK | US51 (4 Wo.)US | IE1 (201 Wo.)IE | Erstveröffentlichung: 31. Mai 2004 Verkäufe: 487.500         |
| 2005 | Home Warner Music                                       | DE12 (7 Wo.)DE | AT13 (5 Wo.)AT | CH7 (15 Wo.)CH | UK14 Silber · (7 Wo.)UK | — | IE1 ×2Doppelplatin · (132 Wo.)IE | Erstveröffentlichung: 23. September 2005 Verkäufe: 390.000   |
| 2015 | White Light East West Records / Warner Music            | DE11 (5 Wo.)DE | AT13 (3 Wo.)AT | CH7 (7 Wo.)CH | UK11 Gold · (14 Wo.)UK | — | IE10 (12 Wo.)IE | Erstveröffentlichung: 27. November 2015 Verkäufe: 100.000    |
| 2017 | Jupiter Calling East West Records / Warner Music        | DE42 (1 Wo.)DE | AT46 (1 Wo.)AT | CH25 (3 Wo.)CH | UK15 (9 Wo.)UK | — | IE20 (6 Wo.)IE | Erstveröffentlichung: 10. November 2017                      |

grau schraffiert: keine Chartdaten aus diesem Jahr verfügbar

## Auszeichnungen
- 1993: CARA Awards (Irland): Kategorie Best Newcomers
- 1996: IRMA Awards (Irland): Kategorie Best New Irish Act
- 1997: Premios Amigos: Kategorie Best International Album für Forgiven Not Forgotten
- 1997: Irish National Entertainment Awards 1997 (Irland): Kategorie: Best Irish Group
- 1998: Premios Amigos: Kategorien Best International Group und Best International Album
- 1999: Irish National Entertainment Awards 1999 (Irland): Kategorie Popular Music
- 1999: Brit Awards (Vereinigtes Königreich): Kategorie Best International Group
- 1999: HMV Awards (Vereinigtes Königreich): Kategorie HMV International Award
- 1999: World Music Award (verliehen in Monte Carlo): Kategorie World's biggest-selling Irish act
- 1999: Heineken-Hot Press Awards (Nordirland): Kategorien Best Irish Band und Best Live Performance in Ireland by an Irish Act für Live Landsdowne Road
- 2000: Capital FM's London Awards (Vereinigtes Königreich): Kategorie: London’s Favourite International Group
- 2000: Singapore Radio Music Awards (Singapur): Kategorie: Best Pop Group
- 2000: My VH1 Music Awards (USA): Kategorie: Best Kept Secret
- 2001: NRJ Music Awards (Frankreich): Kategorie: Best International Band
- 2001: Capital FM's London Awards (Vereinigtes Königreich): Kategorie: Concert Capital Award
- 2003: Irish World Award (Irland): Kategorie: Best International Act
- 2005: Member of the Order of the British Empire[10]
- 2025: Ehrung bei den O2 Silver Clef Awards (London) mit dem prestigeträchtigen Legend Award, der den anhaltenden Einfluss der Band auf die Musikwelt würdigt[11]